# Тодор Самодумов
Тодор Михайлов Самодумов е български учител, педагог и академик.

## Биография
Тодор Самодумов е роден на 18 март 1878 г. в село Червен Брег, Дупнишко. Завършва Духовната семинария (София). Работи като прогимназиален учител. Учи специалност педагогика и философия в Софийския университет (1902), в Цюрих, Берн (Швейцария) и Германия. Преподавател в класно училище, гимназия и учителския институт в гр. София (1910 – 1921). Член на Висшия учебен съвет на МНП (1921).
Уволнен е по политически причини след държавния преврат на 9 юни 1923 г. През 1925 г. е интерниран в гр. Дупница.
Редактор на теоретичното сп. „Наука и възпитание“ спряно от правителството на Демократическия сговор (1923 – 1925). Подновява издаването на списанието и то излиза през периода 1927 – 1933 г. Едновременно организира издаването на библиотека „Народна просвета“ спряна от властта през 1937 г. Участва в основаването на Научното социологическо дружество (1932). От 1938 г. издава своя труд „Обществени основи на възпитанието“, спрян от цензурата след отпечатването на четвъртата кола. Депутат в 24 обикновено народно събрание от Работническата партия, но е избора му е касиран под предлог, че е комунист.
След 1944 г. работи в системата на Министерство на народната просвета. Член-основател на Съюза на научните работници в България (1944). Председател на Съюза на работниците от просветата (1947 – 1951). Народен представител в VI велико народно събрание. Един от основателите на Българска Академия на Науките.
Хоноруван професор в Софийския университет. Директор на Педагогическия институт при Българската академия на науките (1952 – 1957). Действителен член (академик) на БАН (1952).
На Тодор Самодумов са наименувани училища в град Нова Загора и село Кранево (общ. Балчик, обл. Добрич).
Съчинения:
- Волята и нейното значение при възпитанието (1906)
- Ролята на чувствата в областта на мисленето (1906)
- Интересът като психически фактор при обучението (1924)
- Основи на новата педагогика (1931)
- Обществени основи на възпитанието (1938)
- Семейството и училището (1948)
- Същността на учебния процес (1950).